# Melbourne Armstrong Carriker
Melbourne Armstrong Carriker Junior né le 14 février 1879, à Sullivan (Illinois) et mort le 27 juillet 1965, à Bucaramanga (Colombie), est un entomologiste et ornithologue américain.
Il a étudié les mallophages (poux des oiseaux) des oiseaux d'Amérique du Sud dont il est devenu un spécialiste mondial.
De 1907 à 1909, il fut conservateur adjoint de la section ornithologie du Carnegie Museum. 
En 1953, il devint collaborateur honoraire du Département d'entomologie du National Museum of Natural History.

## Espèces éponymes
- Moucherolle de Carriker (Myiophobus inornatus) Carriker, 1932